# Münzstätte Neustadt an der Orla
Die Münzstätte Neustadt an der Orla existierte von 1621 bis 1622 in Neustadt an der Orla. Sie war eine Landesmünzstätte des kurfürstlichen Herzogtums Sachsen unter der Regentschaft von Johann Georg I. Davor soll es bereits Ende des 13. Jahrhunderts eine Münzstätte gegeben haben. Nähere Angaben sind nicht bekannt.
Ende des 16. Jahrhunderts begann der Wert des nach Reichsmünzfuß ausgeprägten Reichstalers über seinen gesetzlichen Wert von 24 Groschen hinaus langsam und dann immer rascher zu steigen, weil die Groschen, die man für einen Taler zahlen musste, einen immer geringeren Silbergehalt hatten. Aus Aufzeichnungen in Weimar ergab sich folgende Entwicklung:
Damit stieg auch der in Gulden berechnete Silberpreis und machte die Ausprägung der kleinen Münzen, wie Pfennige, Dreier-Groschen und Kreuzer, zu einem Verlustgeschäft. Die Münzmeister begannen den Silbergehalt der Kleinmünzen zu senken. Es wurden zunehmend Reichstaler und andere große Münzen eingeschmolzen und daraus wurden immer minderwertigere Kleinmünzen geprägt. Überall wurde mit Geld und Bruchsilber gehandelt und daraus schnelle Gewinne erzielt.
An diesem Geschäft beteiligte sich auch der kurfürstliche Landesherr Johann Georg I., angeblich wider seinen Willen handelnd. Sein Ratgeber Kammerrat Carl Christoph von Brandenstein veranlasste ab Oktober 1621 die Einrichtung von neun zusätzlichen Landesmünzstätten, die neue minderwertige Landesmünzen ausprägen sollten. Einer dieser Kippermünzstätten war die 1621 eingerichtete und bis 1622 betriebene Münzstätte in Neustadt an der Orla.
Münzmeister waren 1621–1622 Hans Treuttner und 1622 Christoph Kraft.
Die Münzmeister prägten als Landmünzen Engeltaler mit einer aufgeprägter Wertezahl von 30, 40 und 60 Groschen sowie 8 Groschen und 1 Groschen, außerdem eine Talerklippe zu 60 Groschen und eine Groschenklippe.
Die Bevölkerung wurde über die Ausgabe der neuen Landesmünzen nicht informiert. Sie war die Verwendung verschiedener in- und ausländischer Münzen gewohnt.
Die Münzstätte Neustadt a.d.Orla erreichte durch Prägung der Kippermünzen folgenden Gewinn:
- Einnahmen 341.240 Gulden
- Ausgaben 267.558 Gulden
- Überschuss 73.682 Gulden (27 % Rendite)

Zum Vergleich: Ein Schullehrer hatte damals ein Jahreseinkommen von 200 Gulden, ein Dienstbote von 10 Gulden. Verlierer waren die Bürger, die noch an den Wert der kleinen Münzen glaubten. Die Lebenshaltungskosten stiegen schneller als die Löhne. Die Not erfasste immer mehr Bürger. Auch die Landesherren selbst waren davon betroffen, wenn Steuern und Abgaben mit minderwertigem Geld bezahlt wurden. Die Bürger wollten das minderwertige Geld nicht mehr haben. Es kam zu Arbeitsverweigerungen und Aufruhr. Diese Zeit von 1621 bis 1623 wird als Kipper- und Wipperzeit bezeichnet.
Nach dem Münzedikt des Kurfürsten Johann Georg I. vom 31. Juli 1623 wurden die Kippermünzstätten geschlossen und eine Rückkehr zu geordneten Verhältnissen wurde angeordnet. Es gab keine offizielle Außerkurssetzung der Kippermünzen. Sie wurden ihrem Schicksal überlassen. Die Bevölkerung devalvierte die Münzen eigenmächtig.

## Dreifacher Engeltaler von 1621
Das Gepräge der neuen Münzen sollte sich deutlich von dem des Reichstalers unterscheiden. Der Reichstaler unterlag weiter dem gesetzlichen Reichsmünzfuß nach Augsburger Reichsabschied vom 30. Mai 1566. Der Kurfürst Johann Georg I. und seine Münzmeister hätten es nicht gewagt, dagegen zu verstoßen. Aus diesem Grund wurde der Reichsapfel als Ausdruck der Prägung nach der Reichsmünzordnung durch eine Rosette ersetzt.
Deshalb ließ der Kurfürst das Gepräge der alten, von 1498 bis 1571 geschlagenen, im In- und Ausland wegen ihrer Zuverlässigkeit bekannten Schreckenberger verwenden. Um die Taler-Vortäuschung perfekt zu machen, hatten die Engeltaler mit 42,05 bis 43,26 mm den etwa gleichen Durchmesser wie die Reichstaler mit 42,48 bis 43,07 mm. Die Materialeinsparung erfolgte bei der Dicke: 1,88 mm statt 2,35 mm.
Es wurde eine Wertezahl aufgeprägt, die mit dem inneren Wert der Münze nichts zu tun hatte. Nach der Wasserprobe des abgebildeten dreifachen Engeltaler mit einem Gewicht von 22,86 g ergab sich eine Feinheit von 262 ‰ Silber. Es wurden also 39 Stück aus der feinen Mark Silber ausgeprägt. Das sind 5,993 g Silber pro Münze. Ein Reichstaler hält 25,984 g Silber.
Auf der Rückseite wurde nicht das Wappen mit den kursächsischen Besitzungen verwendet, sondern ein Anspruchswappen. Zwei Engel halten die Wappen der Herzogtümer Jülich, Kleve und Berg.
Die Rückseite zeigt oben am Rand in einer Kartusche das Münzzeichen N, welches 1621 von der Münzstätte Neustadt a.d.Orla verwendet wurde.
Nur die Umschrift mit dem Namen und Titel des Landesherrn hat sich gegenüber dem Reichstaler nicht geändert:
IOHAN:GEORG:D:G: DVX:SAX:IVL:CL:ET◦MON: / SA:ROMANI:IMPERI◦ARCHIMARS◦ET◦EL◦ECTOR:
(IOHANNES GEORGIUS DEI GRATIA DUX SAXONIAE IVLIACI CLIVIAE ET MONTIUM / SACRI ROMANI IMPERII ARCHIMARSCHALLUS ET ELECTOR = Johann Georg von Gottes Gnaden Herzog von Sachsen, Jülich, Kleve und Berg, des Heiligen Römischen Reichs Erzmarschall und Kurfürst)

## 8-Groschen-Stück 1622
Diese Münze wurde durch den Münzmeister Hans Treuttner mit einem Gewicht von 4,43 g, einem Durchmesser von 27,49–28,63 mm und einer Dicke von 1,06 mm geprägt. Es sind nur etwa acht erhalten gebliebene Exemplare bekannt.
Der genaue Silbergehalt ist nicht bekannt. Mit Edikt des Kurfürsten vom 26. März 1622 reduzierte er den äußeren Wert auf 4 Groschen. Unter der Bevölkerung kursierte die Münze zum durchaus realistischen Wert von nur 1 Groschen.
Das Gepräge der Münze lehnt sich an den früheren Schreckenberger an. Im Unterschied zu den in Dresden geprägten Stücken sind auf der Neustädter Münze jedoch keine Engel als Schildhalter abgebildet.
- Vorderseite:

Innerhalb eines Zierkreises unter dem Kurhut herzförmiges, reich verziertes Wappenschild mit dem hochgeteilten kursächsischen Wappen; am oberen Rand in einer Kartusche ligiertes Münzmeisterinitialen aus HT und am unteren Rand in aus zwei Kronen gebildeten Klammern die Wertezahl: 8g
dazwischen Name des Münzherrn und unvollständiger Titel als Umschrift nach rechts in lateinischer Kapitalschrift: IOHAN:GEORG / DE:GR:D:SAX◦I:C
- Rückseite:

Innerhalb eines Zierkreises drei reich verzierte Kartuschen mit den Anspruchswappen für die Herzogtümer Kleve, Berg und Jülich; beidseitig der oberen Kartusche getrennte Jahreszahl;
oben am Rand zwischen jeweils drei Punkten Münzzeichen N für die Münzstätte Neustadt a. d. O., danach Fortsetzung des Herrschertitels als Umschrift nach rechts: SA:ROMANI:IMP:ARCHIMARS:ETEL
- Titel ausgeschrieben:

IOHANNES GEORGIUS DEI GRATIA DUX SAXONIAE IVLIACI CLIVIAE / SACRI ROMANI IMPERII ARCHIMARSCHALLUS ET ELECTOR (Johann Georg von Gottes Gnaden Herzog von Sachsen, Jülich, Kleve / des Heiligen Römischen Reichs Erzmarschall und Kurfürst)
- Rand:

beidseitig Rändelung / Kante glatt / Kehrprägung